# Heinrich Horst (Bischof)
Heinrich Horst MAfr (* 29. Mai 1902 in Kirchlinde; † 17. September 1946) war ein deutscher römisch-katholischer Ordensgeistlicher und Apostolischer Vikar von Lwangwa in Rhodesien.

## Leben
Heinrich Horst trat der Ordensgemeinschaft der Weißen Väter bei und empfing am 5. April 1930 das Sakrament der Priesterweihe.
Papst Pius XI. ernannte ihn am 21. Mai 1938 zum Titularbischof von Hermonthis und zum ersten Apostolischen Vikar von Lwangwa. Der Apostolische Vikar von Bangueolo, Alexandre-Auguste-Laurent-Marie Roy MAfr, spendete ihm am 14. August desselben Jahres die Bischofsweihe. Mitkonsekrator war der Apostolische Vikar von Tanganjika, Jan Cornelius van Sambeek MAfr. Als Presbyter assistens wirkte der Apostolische Präfekt von Tukuyu, Ludwig Haag MAfr, mit.
Horst starb im Alter von nur 44 Jahren. Sein Grab befindet sich in der früheren Kathedrale des Bistums Mpika in Ilondola.